# Titularbistum Thucca Terebenthina
Thucca Terebenthina (lateinisch; italienisch: Tucca Terebentina) ist ein Titularbistum der römisch-katholischen Kirche.
Es geht zurück auf einen antiken Bischofssitz in der gleichnamigen Stadt, die sich in der römischen Provinz Byzacena bzw. Africa proconsularis in der Sahelregion von Tunesien befand.
| Titularbischöfe von Thucca Terebenthina |                                    | |                   |                    |
| Nr.                                     | Name                               | Amt | von               | bis                |
| 1                                       | André Lefèbvre SJ                  | emeritierter Bischof von Kikwit (Demokratische Republik Kongo/Zaire)                                                                        | 29. November 1967 | 15. September 1976 |
| 2                                       | Pío Bello Ricardo SJ               | Weihbischof in Los Teques (Venezuela) | 23. Mai 1977      | 31. Januar 1981    |
| 3                                       | Luis Sáinz Hinojosa OFM            | Weihbischof in Cochabamba (Bolivien) | 8. Mai 1982       | 24. Februar 1987   |
| 4                                       | Gerardo Antonio Zerdín Bukovec OFM | 19. Januar 2002 – 11. März 2003 Apostolischer Koadjutorvikar von San Ramón, seit dem 11. März 2003 Apostolischer Vikar von San Ramón (Peru) | 19. Januar 2002   |                    |